# Рибе дводихалице
Рибе дводихалице или плућашице (Dipnoi)  представљају реликте, последње остатке једне прастаре групе пореклом још из девона које имају способност да, осим дисања на шкрге, удишу и атмосферски кисеоник (грч. pnoe = дах; pneustes = онај који дише). Живе у слатким водама тропских крајева које у одређено доба године пресушују. Тада ове рибе прелазе на удисање атмосферског ваздуха помоћу рибљег мехура који је богато снабдевен мрежом крвних судова и функционише као плућа. 

## Примитивне особине
Имају велики број примитивних особина као што су:
- добро очувана хорда
- хрскавичав скелет
- имају само елементе кожних костију које штите лобању и др.

## Традиционална класификација
Рибе дводихалице су сродне шакоперкама и данас су заступљене са само три реликтна рода распоређена на три различита континента и према традиционалној класификацији сврстана у два подреда:
1. монопнеумонес (Monopneumones) коме данас припада једна једина врста цератодус  (Ceratodus forsteri или Neoceratodus forsteri); цератодус има један, непаран рибљи мехур (по томе су добили име) и живи у водама Аустралије; 
2.  дипнеумонес (Dipneumones) има два рибља мехура, веома танке крљушти, а парна пераја у облику пипака; припадају му два рода:
- лепидозирен са врстом Lepidosiren paradoxa, која живи у Јужној Америци у којој је ова врста код домородаца позната као карамуру; може да проведе ван воде скоро месец дана;
- протоптерус, заступљен са три врсте које живе у Африци и од којих је најпознатија